# اکس۸۶

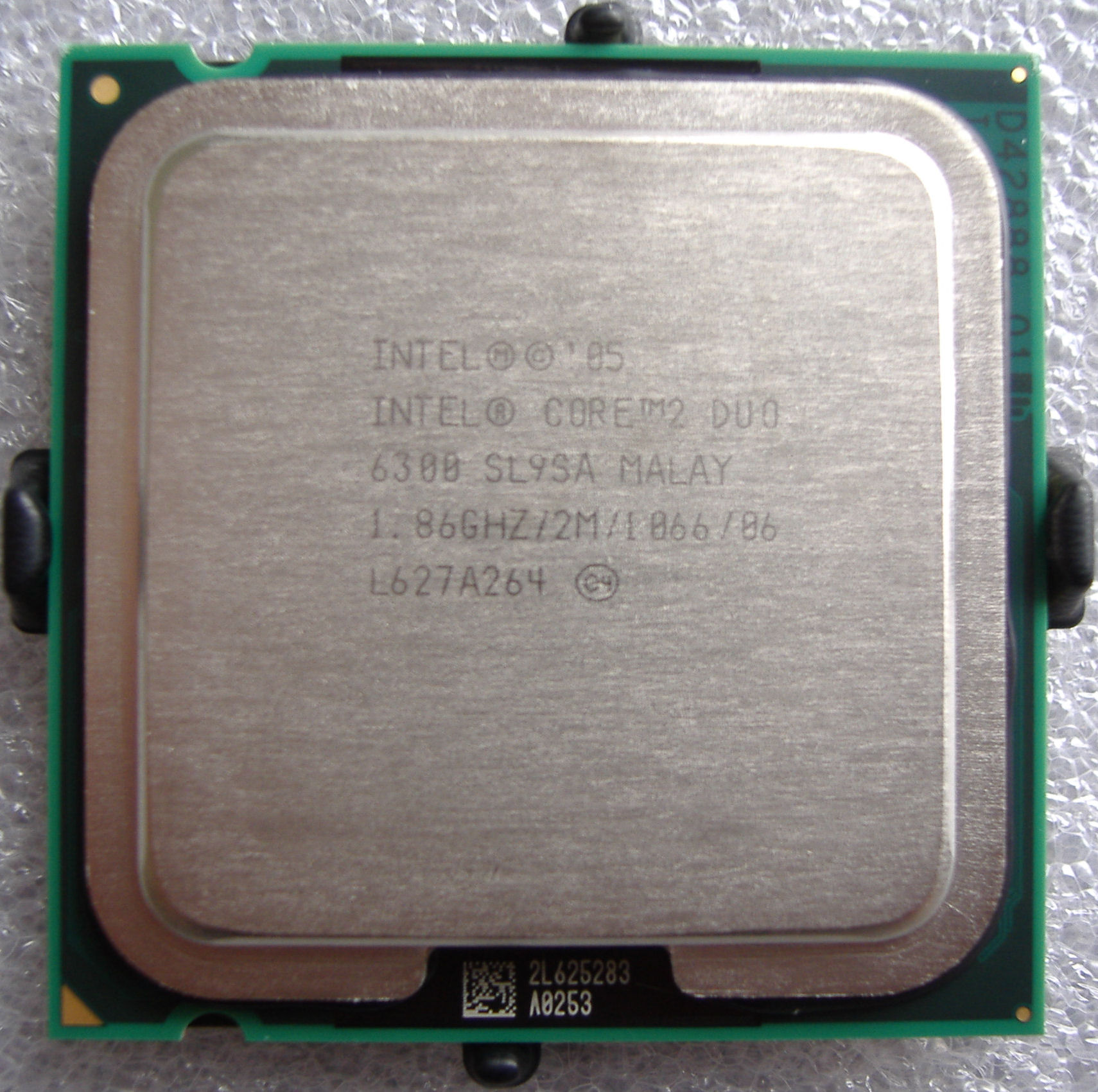
پردازنده اینتل با معماری x۸۶

x86 به خانواده‌ای از مجموعه دستورالعمل‌ها که بر پایه پردازنده Intel 8086 است، اشاره دارد. ۸۰۸۶ در سال ۱۹۷۸ به عنوان پردازنده ۱۶ بیتی و توسعه شده پردازنده ۸ بیتی ۸۰۸۰، به کار گرفته شد. بعدها پردازنده‌هایی عرضه شدند که همگی آن‌ها مانند Intel 8086 به عدد 86 ختم می شدند. مانند: 80286، 80386، 80486، 80586 و... (از اواسط سال ۱۹۸۰ تا ۱۹۹۰) این کار باعث سازگاری عقبرو شد.
در واقع x86 خانواده‌ای از پردازنده‌ها است که دارای یک سری از ویژگی‌های مشترک هستند. برخی از این ویژگی ها عبارت‌اند از:
۱- تعداد ثبات‌های مشخصی دارند.
۲- همه پردازشگر ها مجموعه دستورالعمل‌های یکسانی را پیاده‌سازی می‌کنند. این کار کمک می کند که طراحی پردازشگر منطبق باهم باشد.
۳- برای اجرای برنامه به دستورها کمتری (به زبان اسمبلی) احتیاج دارند.
۴- آنها با نسخه های قدیمی‌تر سازگار هستند. به این معنی که اگر یک برنامه بر روی یک پردازشگر x86 که در سال ۲۰۰۸ تولید شده اجرا می شده است بر روی پردازشگر x86‌‌ای که در سال ۲۰۰۹ تولید شده نیز اجرا خواهد شد. البته عکس این قضیه صادق نخواهد بود.

## معماری X86-64
این معماری در پردازنده‌های اینتل، سایریکس، ای‌ام‌دی، ویا به کار گرفته شده است، هم‌اکنون نسخه‌های ۶۴ بیتی معماری x86 متداول‌ترین نوع پردازنده در میان رایانه‌های شخصی است.

## x86 و ARM
ARM خانواده‌ای دیگر از مجموعه پردازشگرهاست. ویژگی پردازشگرهای ARM مصرف پایین انرژی آنهاست که موجب شده امروزه بیشتر در دستگاه های کوچک مانند موبایل استفاده می شود. معمولا در رایانه های شخصی و سرورها از CPUهای x86 استفاده می‌شود.

## یکپارچگی دستورها
وجود دستورها مشترک در پردازشگرها باعث می‌شود که توسعه‌دهنده‌هایی که همگردان "Compiler" برنامه‌نویسی می‌کنند بر روی خانواده‌های کمتری تمرکز کنند و کارشان ساده‌تر شود. به این دلیل که تعداد پردازشگرهایی که آنها باید کدهای سطح بالایشان را به دستورها آن پردازشگرها تبدیل کنند به مراتب کمتر می‌شود.